# Bokn
Bokn é uma comuna da Noruega, com 47 km² de área e 767 habitantes (censo de 2004). Bokn foi separada de Skudenes em 1849. Antes de 1889, o seu nome era escrito "Bukken".